# Gennadi Michailowitsch Bondaruk
Gennadi Michailowitsch Bondaruk (russisch Геннадий Михайлович Бондарук; * 7. Juli 1965 in Brest, Belarussische Sozialistische Sowjetrepublik) ist ein ehemaliger russischer Fußballspieler und heutiger -trainer.

## Leben und Karriere
Gennadi Bondaruk wurde 1965 in Brest in der Belarussischen SSR geboren. Als Jugendlicher begann er mit dem Fußballspielen in Pizunda und wechselte später auf ein Sportinternat in Rostow am Don.
Nach seinem Schulabschluss spielte er bei verschiedenen unterklassigen Vereinen, darunter bei Atommasch Wolgodonsk, Torpedo Taganrog und Dinamo Gagra.
Schließlich wurde der Verteidiger 1987 von Gurija Lantschchuti verpflichtet, wo er seine erste Saison in der Wysschaja Liga, der höchsten sowjetischen Liga, verbrachte. 1989 wechselte er zu Dinamo Suchumi, wo er bis 1990 verblieb.
Anschließend kam Bondaruk zu Schemtschuschina Sotschi, wo er auf seinen alten Mannschaftskameraden Roman Chagba traf. Bondaruk verblieb in Sotschi bis 1999 verbrachte dort den Großteil seiner Karriere. Als sich die Sowjetunion 1991 auflöste, und damit auch ihr Ligensystem, spielte sein Verein ab der Saison 1993 erstklassig.
Für Schemtschuschina absolvierte er insgesamt 247 Ligaspiele, was bis heute ein vereinsinterner Rekord ist. 1999 musste sein Club den Abstieg antreten. Zur Saison 2000 wechselte Bondaruk zu Neftechimik Nischnekamsk, wo er im Jahr 2001 seine aktive Karriere ausklingen ließ.
Anschließend wechselte er ins Traineramt. Im Jahr 2003 übernahm Bondaruk seinen alten Verein Schemtschuschina Sotschi als Assistenztrainer, dieses Amt bekleidete er auch von 2008 bis 2009. Von 2012 bis 2013 war er Trainer von Dynamo Barnaul.